# Bernd Blobel
Bernd Blobel (* 1. Oktober 1947 in Magdeburg) ist Professor für Medizinische Informatik im Ruhestand. Er ist bekannt vor allem durch seine Arbeiten in den Bereichen Elektronische Patientenakten, Standardisierung und Interoperabilität, Telematik-Architektur, Datenschutz und IT-Sicherheit. Er wirkte an den Universitäten Magdeburg und Regensburg.

## Leben und Wirken
Bernd Blobel studierte an der Technischen Universität Magdeburg (heute: Otto-von-Guericke-Universität) mit Abschlüssen in Elektronik und Informatik (1971), Biokybernetik (1974), Theoretischer Physik (1975), Medizinischer Biometrie und Informatik (1985) und Erziehungswissenschaft (1989). Er promovierte 1976 in Physik und habilitierte sich 1981 in Physik und 2001 in Medizinischer Informatik.
Bernd Blobel war Gründer und von 1981 bis 2004 Leiter der Abteilung für Medizinische Informatik und des Tumorregisters Sachsen-Anhalt am Universitätsklinikum Magdeburg, auch über die Umstrukturierungen der Wende hinweg.
Von 2004 bis 2006 leitete er die Arbeitsgruppe Gesundheitstelematik am Fraunhofer-Institut für integrierte Schaltungen (IIS) in Erlangen. Danach wechselte er an das Universitätsklinikum Regensburg, wo er das eHealth Competence Center (eHCC) aufbaute und bis zu seiner Pensionierung 2012 leitete.

## Ehrungen
- Fellow des American College of Medical Informatics (ACMI),
- Fellow des Australasian College of Health Informatics (ACHI),
- Fellow von HL7 International,
- Honorary Fellow der European Federation for Medical Informatics (EFMI),
- Honorary Fellow of the EuroMISE Mentor Association,
- Ehrenmitglied der Czech Society for Biomedical Engineering and Medical Informatics
- Ehrenmitglied von HL7 Deutschland
- Verdienstkreuz am Bande des Verdienstordens der Bundesrepublik Deutschland[2]

## Schriften (Auswahl)
- Datenschutz in medizinischen Informationssystemen. Vieweg, Braunschweig 1995, ISBN 3-528-05517-0.
- mit C. Bake, P. Münch und D. Koeppe: Handbuch Datenschutz und Datensicherheit im Gesundheits- und Sozialwesen. 4. Auflage, Datakontext-Verlag, Frechen 2015. ISBN 978-3-89577-750-9 (1. Auflage 2002).
- Analysis, Design and Implementation of Secure and Interoperable Distributed Health Information Systems. IOS Press 2012. ISBN 978-1-58603-277-7.
- Modelling for design and implementation of secure health information systems. International Journal of Bio-Medical Computing 1996:43, S. 23–30.
- mit F. Oemig, P. Ruotsalainen und D. López: Transformation of health and social care systems – an interdisciplinary approach toward a foundational architecture. Frontiers in Medicine 2022:9. DOI:10.3389/fmed.2022.802487.